# 病房
《病房》（英語：The Sickhouse）是一部2008年的恐怖電影，由柯蒂斯·拉德克利夫執導，夏洛特·旺特纳製片，吉娜·飛利浦絲、凱莉·雪莉和亞歷克斯·哈索主演。

## 剧情
安娜是一个雄心勃勃的年轻考古学家，她迫切需要一个重要发现，但她的工作被毁了，因为当局突然关闭了她正在工作的老医院。鼠疫孢子污染了中世纪的地基。安娜确信，这个古老的鼠疫遗址拥有一个更加黑暗的秘密。在她的研究中，她偶然发现了一种无法解释的儿童死亡的兇殘模式。这是一个非常棘手的悬案；孩子们在1665年失踪，那一年发生了大瘟疫。她所在博物馆的人士并不相信她的理论，批准了对医院马上进行拆除工作。那天晚上，安娜冒着一切风险，闯入医院以证明她的猜测。
她伸手去拿一件神秘的古代文物，结果滑倒了。与此同时，尼克的21岁生日庆祝活动在一片混乱中达到高潮。他只是想和女友朱尔兹、最好的伙伴史蒂夫以及史蒂夫的弟弟克莱夫一起度过一个美好的夜晚，但是却出了大问题。在开车撞人肇事逃逸后，几人躲在医院里，他们的命运与安娜的命运交织在一起。不幸的同步，两个世界发生了碰撞，困住这些年轻人的古老力量开始玩起了残酷的游戏。安娜无意中复活了一个可怕的中世纪瘟疫医生的恶灵，他们一个个都将遇到他的邪恶轉世——他们的命运将反映350年前医生的受害者的残酷死亡。历史正在重演。
安娜与时间赛跑，以揭开这位凶残的瘟疫医生的秘密。在扭曲版的《愛麗絲鏡中奇遇》中，几人发现自己在一个早已被遗忘的中世纪地下世界为自己的生命和灵魂而战。唯一的出路就是让安娜直面瘟疫醫生。她能否消灭他，并阻止他的邪恶像瘟疫一样蔓延到當今世界？幾個世紀前開始的一個令人震驚的謎團亟待解決，但即使是安娜也看不出她自己就是拼图的最后一块。时间是她的敌人，而死亡只是一个开始。

## 演员
- 吉娜·飛利浦絲（英语：Gina Philips） 饰 安娜
- 亞歷克斯·哈索（英语：Alex Hassell） 饰 尼克
- 凱莉·雪莉（英语：Kellie Shirley） 饰 朱尔兹
- 安德魯·諾特（英语：Andrew Knott） 饰 史蒂夫
- 傑克·貝利 饰 克莱夫
- 約翰·李霸（英语：John Lebar） 饰 瘟疫醫生
- 羅姆拉·沃克 饰 琼·霍兰教授
- 汤姆·旺特纳（英语：Tom Wontner） 饰 弗兰克
- 格雷格·哈里斯（英语：Gregg Harris） 饰 戴夫
- 埃布·巴科凯 饰 衣衫襤褸的男孩